# Liptovská Teplá
Liptovská Teplá (Hongaars: Liptótepla) is een Slowaakse gemeente in de regio Žilina, en maakt deel uit van het district Ružomberok.
Liptovská Teplá telt 1.006 inwoners.